# Saint-Étienne-sur-Suippe
 Saint-Étienne-sur-Suippe es una población y comuna francesa, en la región de Champaña-Ardenas, departamento de Marne, en el distrito de Reims y cantón de Bourgogne.

## Demografía
| 159 | 156 | 165 | 200 | 222 | 255 |
| Para los censos de 1962 a 1999 la población legal corresponde a la población sin duplicidades (Fuente: INSEE [Consultar]) |     |     |     |     |     |